# Liana Salazar
Liana Milena Salazar Vergara (16 de setembre de 1992) és una jugadora de futbol colombiana, la seva posició és migcampista. Va ser part de la Selecció de Futbol Femenina de Colòmbia al campionat femení de futbol als Jocs Olímpics de Londres 2012. A nivell de clubs va jugar en la Universitat de Kansas als Estats Units.